# Limba bretonă
Limba bretonă (în bretonă Brezhoneg) este o limba celtică vorbită în nordul Franței, în regiunea Bretania (Bretagne).